# Piper liebmannii
Piper liebmannii är en pepparväxtart som beskrevs av C. Dc.. Piper liebmannii ingår i släktet Piper och familjen pepparväxter. Inga underarter finns listade i Catalogue of Life.